# Севт II
За цялата политическа история на траките, знаем много малко имена на парадинасти. Един от най-добре проучените е Месадовият син Севт, познат повече като Севт II (Севтес II). В творбата си „Анабазис“, Ксенофонт ни дава най-изчерпателна историческа информация за него. Севт се появява на политическата сцена в края на V век, началото на IV век пр. Хр.
Севт II наема Ксенофонт и неговата платена армия, за да стабилизира и укрепи наследената парадинастическа власт. Територията на първоначалните му завоевания е ограничена по диагонала от Салмидесос до района на Пактие, при шийката на Тракийския Херсонес (Галиполския полуостров) и се простира към Мраморно море до зоната на Перинт. В този район са влизали областите населявани от племената тини, меландити и транипси.
Първоначално Севт II е съюзник на Спарта, но след разгрома на спартанската флота при Книд, през 394 г. пр. Хр. той сключва съюз с Атина. След като укрепва своите позиции Севт се опитва да узурпира властта на легитимния одриски владетел Медок. Двамата владетели влизат в открито стълкновение един срещу друг, за което ни осведомява Аристотел (19: V, 1312 a). В името на атинските интереси Тразибул помирява Севт и Медок.
Някъде към 385 г. пр. Хр. Севт изчезва от политическата сцена. Като едновластен владетел с титлата „цар на одрисите“ се поява един политически наследник на Медок – Хебризелм, който окончателно ликвидира сепаратизма на Севт II.